# STOL
För andra betydelser, se Stol (olika betydelser).

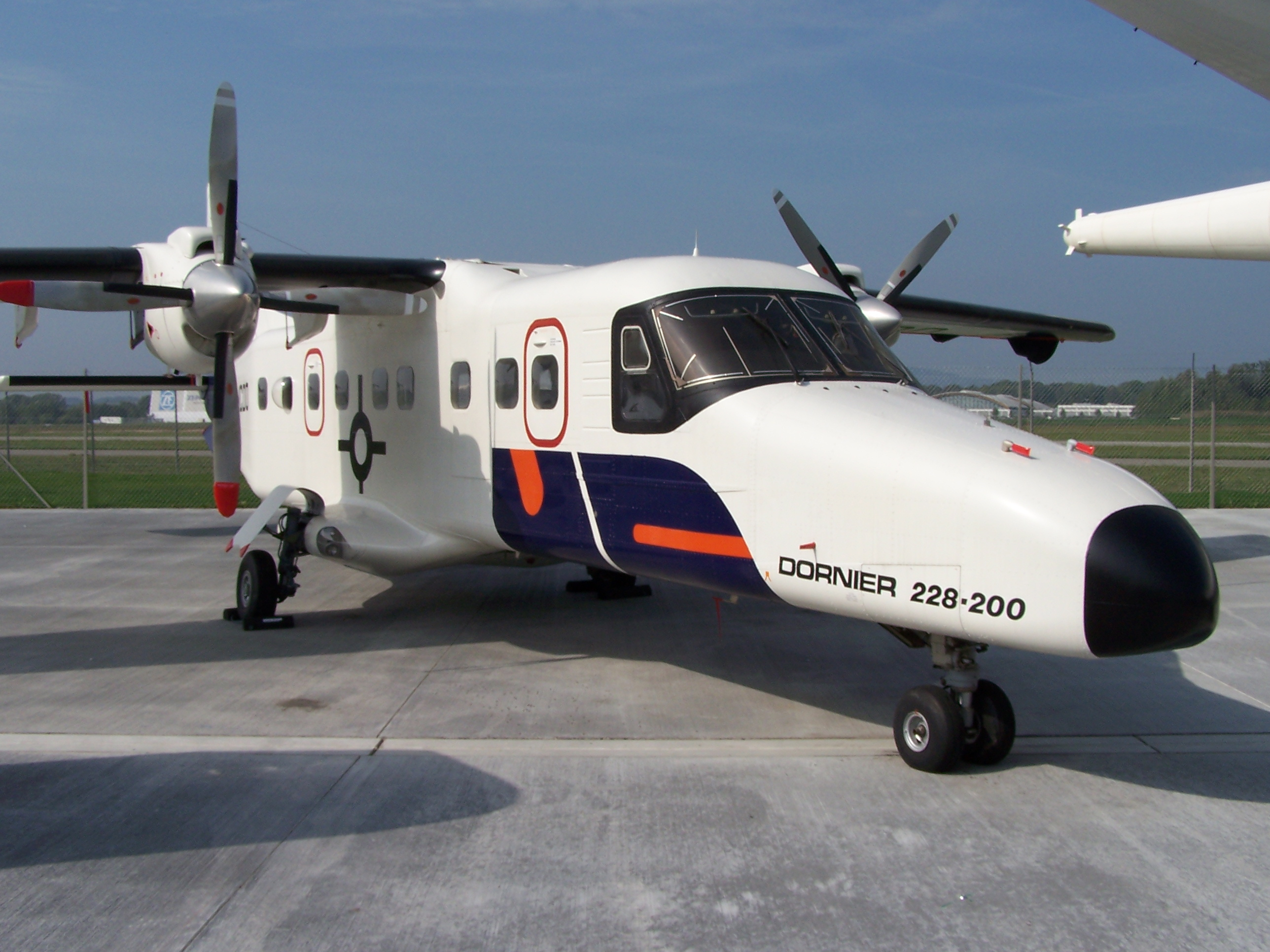
Dornier 228

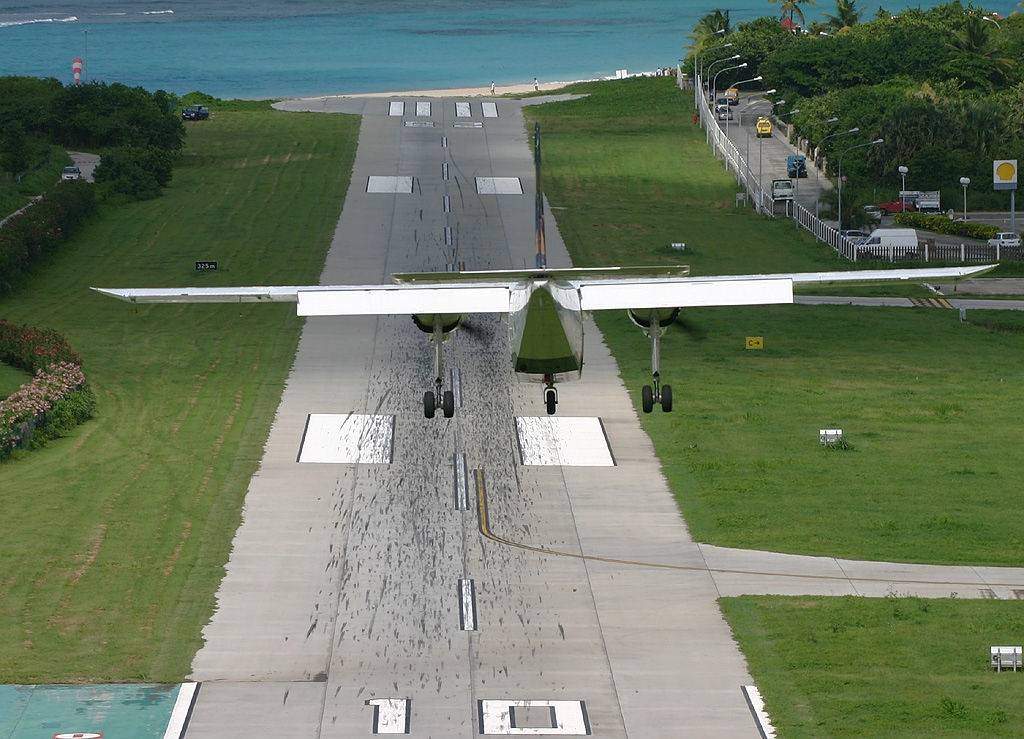
BN-2 Islander

STOL är en engelskspråkig akronym för Short Take-Off and Landing, på svenska kort start- och landningsträcka, som normalt används om flygplan med förmåga att kunna starta och landa på kort sträcka, vanligen definierat som upp till 1000 fot, cirka 300 meter. Exempel på kända flygplan med STOL-egenskaper är Fieseler Storch, Piper Super Cub,  Antonov An-2 (NATO beteckning Colt), De Havilland Canada Twin Otter, Britten-Norman Islander och Dornier 228.
Inom trafikflyget förekommer beteckningen STOL om banor kortare än cirka 1500 m. I första hand är det propellerplan som används för dessa. 
I Norge finns ett 30-tal flygplatser med bana på 800-900 m, och på Grönland cirka 10 stycken. På dessa används planet Bombardier DHC-8-100 eller -200. År 2010 slutade dessa modeller att tillverkas, och efterföljaren DHC-8-400 kräver längre bana. Någon annan flygplansmodell som tar fler än 19 passagerare och kan använda 800-metersbanor finns därefter inte att köpa. De höga oljepriserna kring 2010 medförde vissa ändringar som syftar till mindre bränsleförbrukning, såsom kortare vingar, som innebär krav på högre starthastigheter vilket kräver längre banor. 
I Norge och Grönland finns efter 2010 planer på att förlänga eller lägga ner nästan alla 800-metersbanor, vilket måste vara klart när nuvarande plan blir för gamla omkring 2030. De som läggs ned ska ersättas av nya flygplatser eller förbättrad väg till en större flygplats. Några flygplatser i Norge med få passagerare planeras behålla samma bana och beflygas med mycket små plan.